# さくら (森山直太朗の曲)
「さくら」は、日本の男性シンガーソングライター・森山直太朗の2枚目のシングル。
2003年3月5日発売。発売元はユニバーサルミュージック。

## 概要
森山がブレイクするきっかけとなる楽曲であり、現在では卒業式や予餞会・桜ソングの定番となっている。
元々は森山の友人の結婚をきっかけとして作られたもので、2002年発売のコア・アルバム『乾いた唄は魚の餌にちょうどいい』に収録されていた。アルバム版はバンドアレンジであるが、本シングルではピアノの独奏になっている。
リリース前の2003年1月から3月にかけては、MBSの紀行番組『世界ウルルン滞在記』のエンディング・テーマとして使用された。
本作の発売当時、事務所に所属していなかった森山は、宣伝費を極力抑えプロモーション活動を行なった（発売月の2003年3月の宣伝費は数百万円規模）。CD発売直後から「桜前線北上ツアー」と称し九州から北海道まで30都道府県を訪ね、各地のレコード店を巡回したり、地元のFMラジオ局へ出演したりした。全国ネットのテレビ番組での歌唱は4月以降で、テレビCMも東北地方等で限定的に流すに留めた。スタッフは楽曲の性質上、15秒CMだけで楽曲の支持が広まるか不安だったと語っている。
初回プレスは約1200枚で、オリコンチャート発売初週段階では80位（売上1786枚）であったが、徐々に順位を上げ、登場5週目でTOP10に入る。その後、登場9週目で1位を獲得。同チャートで発売から9週以上経過後に1位を獲得した男性ソロアーティストはKAN（「愛は勝つ」で16週目に1位）以来13年振りであった。
1曲目収録の「さくら（独唱）」のミュージック・ビデオは倉田信雄のピアノ演奏の横で森山が歌唱するだけの一発撮りで、ボーカルやテンポ・アレンジ等はCDバージョンと異なる（CDバージョンのピアノ演奏は斎藤有太）。音楽番組やライブで演奏される際、終盤部分はこのミュージック・ビデオに近い形で披露されることが多い。
レコーディングの模様は、2003年6月発売のアルバム『いくつもの川を越えて生まれた言葉たち』の初回限定盤付属のボーナスDVDに収録されている。
森山は本楽曲で2003年4月18日放送の『ミュージックステーション』（テレビ朝日）に初出演し、年末には『NHK紅白歌合戦』へ初出場した。
2012年10月30日からは、東京メトロ銀座線上野駅の発車メロディ（発車サイン音）として使用されている。編曲は塩塚博が手掛けた。
2019年10月、日本テレビ系の水曜ドラマ『同期のサクラ』の主題歌に、世武裕子によるアレンジで「さくら（二〇一九）」（読みは「さくら にせんじゅうく」）と題したバージョンを提供し、2019年10月30日から各種配信サイト限定でリリースした。ミュージック・ビデオは、森山の発案により「さくら（独唱）」のものと同じくワンカメ一発撮り、森山の生歌唱、世武のピアノ生演奏という手法で撮影された。

### タイトルについて
シングルに先だってリリースされたコア・アルバムには、バンド・バージョンが「さくら」として収録され、シングルのカップリングにはバージョン違いの「さくら（合唱）」が収録されている。シングル1曲目のタイトルが「さくら（独唱）」となっているのは、そのためである。
オリコンやTBSの『COUNT DOWN TV』等では「さくら（独唱）」の名称でチャートインしている。卒業式などにおける合唱で用いられているのもほとんど「（独唱）」バージョンを合唱向けにアレンジしたものである。

## 収録内容
| 全作詞: 森山直太朗 & 御徒町凧、全作曲: 森山直太朗、全編曲: 中村タイチ。 |                   |                       |            |      |
| #                                                                       | タイトル          | 作詞                  | 作曲・編曲 | 時間 |
| 1.                                                                      | 「さくら (独唱)」 | 森山直太朗 & 御徒町凧 | 森山直太朗 | 4:21 |
| 2.                                                                      | 「さくら (合唱)」 | 森山直太朗 & 御徒町凧 | 森山直太朗 | 4:51 |
| 3.                                                                      | 「さくら (伴奏)」 | 森山直太朗 & 御徒町凧 | 森山直太朗 | 4:18 |
| 4.                                                                      | 「手紙」          | 森山直太朗 & 御徒町凧 | 森山直太朗 | 4:14 |
| 合計時間:                                                               | 合計時間:         | 17:44                 |            |      |

## 楽曲解説
1. さくら (独唱)
MBS・TBS系『世界ウルルン滞在記』エンディング・テーマ
2. さくら (合唱)
コーラスは宮城県第三女子高等学校の音楽部によるもの。

## カバー
さくら (独唱)
- アリスター『Guilty Pleasures』（2006年） - 歌詞は英訳されている。
- 佐藤準『さくら☆桜☆サクラ』（2006年1月25日）
- キンモクセイ『さくら』（2007年）
- 夏川りみ『歌さがし 〜リクエストカバーアルバム〜』（2007年）
- SISTER KAYA『桜〜Complete Japanesque Reggae〜』（2007年）
- 伴都美子『VOICE 2〜cover lovers rock〜』（2008年）
- 中西保志『STANDARDS 3』（2008年）
- 茉奈 佳奈『ふたりうた3』（2010年）
- 島津亜矢『Singer』（2010年）
- COLORFUL『桜色』（2011年）
- ジェイド『リヴァイブ』（2011年）
- クリス・ハート『Heart Song』（2013年）
- ダ・カーポ『ダ・カーポ40周年記念 とっておきの贈りもの』（2013年）
- 新妻聖子『LIVE MOMENTS』（2013年）
- 朝倉さや『マストアイテム』（2014年）
- 彩輝なお - 『麗人REIJIN -Season 2』（2016年）[9]
- 山内惠介『ライブカバーアルバム「惠音楽会」ポップス・歌謡編』（2016年）
- 中澤卓也『繋ぐ Vol.1〜カバー・ソングス 7つの歌心〜』（2017年）
- 天童よしみ『VOICE』（2018年）
- WILYWNKA『SAKURA』（2024年） - サンプリング。